# 弦楽四重奏曲第1番 (メンデルスゾーン)
弦楽四重奏曲第1番 変ホ長調 作品12は、フェリックス・メンデルスゾーンが1829年に作曲した弦楽四重奏曲。ベルリンで書きはじめられて9月14日にロンドンで完成された。メンデルスゾーンは既に1823年に変ホ長調、そして1827年にイ短調の弦楽四重奏曲を書き上げていたが、結局本作品を初めて世に問う形となった（変ホ長調は遺作となり、イ短調は「第2番」として出版されている）。
曲はおそらく近所に住んでいたベルリンの天文学者の娘であるベティ・ピストール（Betty Pistor）に献呈されたと考えられている。演奏時間は約25分弱。

## 楽曲構成
メンデルスゾーンの他の弦楽四重奏曲同様に4つの楽章から構成される。

### 第1楽章
アダージョ・ノン・トロッポ - アレグロ・ノン・タルダンテ 4/4拍子 変ホ長調
ソナタ形式。17小節の穏やかな序奏がつく。続いて第1主題を奏してアレグロの主部に入る（譜例1）。
譜例1
より穏やかな第2主題は変ロ長調に現れる（譜例2）。
譜例2
弱音で提示部を終えると、展開部は譜例1から始まる。展開部は両主題が扱われる充実したものである。再現部では両主題が変ホ長調で再現されて盛り上がりを築くが、その後いったん静まって主題を回顧する比較的長いコーダを経て、最後は弱音で楽章を終える。

### 第2楽章
カンツォネッタ: アレグレット 2/4拍子 ト短調
三部形式。序奏なしにスタッカートが特徴的な主題が奏でられる（譜例3）。
譜例3
中間部はピウ・モッソ、ト長調に転じて16分音符による急速な楽想が繰り広げられる。その後ト短調へと戻って終結する。終了直前にあるピチカートのみで奏される部分は印象的である。

### 第3楽章
アンダンテ・エスプレッシーヴォ 3/4拍子 変ロ長調
冒頭より優美な旋律が奏でられる（譜例4）。
譜例4
中盤に譜例4が再現されると第2ヴァイオリンの下降音型を契機に16分音符主体の流れるような楽想へと発展し、これが収まると譜例4の断片を出しつつ静まっていく。ピアニッシモで最後の和音を奏でるが、そのままアタッカで終楽章へと接続されている。

### 第4楽章
モルト・アレグロ・エ・ヴィヴァーチェ 12/8拍子 ハ短調 - 変ホ長調
前楽章の静寂を打ち破る和音の強奏で開始する。猛烈な和音の連打の後、主題が提示される（譜例5）。
譜例5
メンデルスゾーンらしく急速かつ流麗な音楽が展開される。全楽器のユニゾンの後4/4拍子となって落ち着き、再度12/8拍子へと戻り譜例5が回帰する。以降急速な音楽となるが、再びユニゾンを境に4/4拍子となる。最後は変ホ長調に転じた上で譜例1が現れて全体の統一が印象付けられると、弱音で全曲の幕を閉じる。